# Negeta abbreviata
Negeta abbreviata är en fjärilsart som beskrevs av W. Warren 1916. Negeta abbreviata ingår i släktet Negeta och familjen trågspinnare. Inga underarter finns listade i Catalogue of Life.